# Marokkanische Fußballnationalmannschaft
Die marokkanische Fußballnationalmannschaft ist die Fußballnationalmannschaft des nordafrikanischen Staates Marokko.
Sie gehört zu den erfolgreichsten Mannschaften auf dem afrikanischen Kontinent. Die Marokkaner gewannen 1976 die Fußball-Afrikameisterschaft mit dem rumänischen Trainer Virgil Mărdărescu und wurden 2004 erst im Finale von Tunesien geschlagen. Die Auswahl nahm sechsmal an einer Weltmeisterschaft teil und spielte dabei zweimal gegen die deutsche Mannschaft. Ihr bisher bestes Ergebnis erreichte die Mannschaft 2022 mit dem Einzug ins Halbfinale. 1986 errang die marokkanische Nationalmannschaft in einer Gruppe mit England, Polen und Portugal als erste afrikanische Mannschaft einen Gruppensieg bei einer WM. Auch bei der Weltmeisterschaft in Frankreich 1998 spielten die „Löwen vom Atlas“ stark, scheiterten aber mit viel Pech in der Vorrunde. Sie waren außerdem die zweite afrikanische Mannschaft überhaupt, die sich für eine WM-Endrunde qualifizieren konnte (1970).

## Rekordspieler
Stand: 18. November 2024
Fettgesetzte Spieler sind noch aktiv.
| #  | Spieler               | Spiele | Tore | Zeitraum  |
| -- | --------------------- | ------ | ---- | --------- |
| 1  | Noureddine Naybet     | 115    | 04   | 1990–2006 |
| 2  | Ahmed Faras           | 094    | 36   | 1966–1979 |
| 3  | Achraf Hakimi         | 081    | 10   | 2016–     |
| 3  | Romain Saïss          | 081    | 02   | 2012–     |
| 5  | Youssef Safri         | 079    | 09   | 1999–2009 |
| 6  | Houssine Kharja       | 078    | 12   | 2004–2015 |
| 6  | Badou Ezzaki          | 078    | 0    | 1979–1992 |
| 8  | Abdelmajid Dolmy      | 076    | 02   | 1973–1988 |
| 8  | Youssef En-Nesyri     | 076    | 23   | 2016–     |
| 10 | Youssef Chippo        | 073    | 09   | 1996–2006 |
| 10 | Hamid Hazzaz          | 073    | 0    | 1969–1979 |
| 12 | Abdelkrim El Hadrioui | 072    | 04   | 1992–2001 |
| 13 | Bono                  | 071    | 0    | 2013–     |
| 14 | Mbark Boussoufa       | 068    | 08   | 2006–2019 |
| 15 | Mohamed Timoumi       | 067    | 10   | 1979–1990 |
| 16 | Marouane Chamakh      | 065    | 17   | 2003–2014 |
| 17 | Medhi Benatia         | 064    | 02   | 2008–     |
| 17 | Youssef Hadji         | 064    | 16   | 2003–2012 |
| 17 | Hakim Ziyech          | 064    | 25   | 2015–     |

| #  | Spieler              | Tore | Spiele | Zeitraum  |
| -- | -------------------- | ---- | ------ | --------- |
| 1  | Ahmed Faras          | 036  | 94     | 1966–1979 |
| 2  | Salaheddine Bassir   | 27   | 59     | 1994–2002 |
| 3  | Ayoub El Kaabi       | 26   | 53     | 2018-     |
| 4  | Hakim Ziyech         | 25   | 64     | 2015–     |
| 5  | Youssef En-Nesyri    | 23   | 76     | 2016–     |
| 6  | Camacho              | 19   | 48     | 1995–2002 |
| 7  | Hassan Amcharrat     | 18   | 39     | 1971–1979 |
| 8  | Marouane Chamakh     | 17   | 65     | 2003–2014 |
| 8  | Abdeslam Laghrissi   | 17   | 35     | 1984–1995 |
| 10 | Youssef El-Arabi     | 16   | 46     | 2010–     |
| 10 | Youssef Hadji        | 16   | 64     | 2003–2012 |
| 12 | Abdelaziz Bouderbala | 14   | 57     | 1979–1992 |
| 13 | Youssef Fertout      | 12   | 39     | 1992–1998 |
| 13 | Mustapha Hadji       | 12   | 63     | 1993–2002 |
| 13 | Houssine Kharja      | 12   | 78     | 2004–2015 |

## Trainer
Quelle:
- Larbi Ben Barek (1957–1960)
- Mohammed Massoun (1960–1967)
- Abderrahman Bel-Mahjoub (1967)
- Guy Cluzeau und  Abdallah Settati (1967–1969)
- Abdallah Settati (1969–1970)
- Blagoja Vidinić (1970–1971)
- Sabino Barinaga Alberdi (1971–1972)
- Abdallah El-Emmani (1972)
- Abderrahman Bel-Mahjoub (1972–1973)
- Abdallah Settati (1973)
- Gheorge Mărdărescu (1974–1977)
- Abdallah „Ben Barek“ El Antaki „Abdalá Málaga“ (1977–1979)
- Guy Cluzeau (1979)
- Just Fontaine (1979–1981)
- Mohammed Jebrane und  Yabram Hamidouch (1980)
- Yabram Hamidouch (1981)
- Jaime Valente (1983)
- José „Mehdi“ Faria (1983–1988)
- Jaime Valente (1989)
- Antonio Valentín „Angelino Angelillo“ (1989)
- Abdellah Ajri „Blinda“ (1990)
- Abdelghani El-Naciri (1990)
- Werner Olk (1990–1992)
- Abdelkhalek Louzani (1992)
- Abdellah Ajri „Blinda“ (1993–1994)
- Mohammed Lamari (1994)
- Gilson Siquieira Nunes (1995)
- Henri Michel (1995–2000)
- Henri Kasperczak (2000)
- Mustapha Madih (2001)
- Humberto Coelho (2002)
- Badou Ezzaki (2002–2005)
- Philippe Troussier (2005)
- Mohammed Fakher (2006–2007)
- Henri Michel (2007–2008)
- Fathi Jamal (2008)
- Roger Lemerre (2008–2009)
- Hassan Moumen (2009–2010)
- Eric Gerets (2010–2012)
- Rachid Taoussi (2012–2013)
- Hassan Benabicha (2013–2014)
- Badou Ezzaki (2014–2015)
- Hervé Renard (2016–2019)
- Vahid Halilhodžić (2019–2022)
- Walid Regragui (2022–)

## Fußball bei den Olympischen Spielen
| Turnier              | Abschneiden        |
| -------------------- | ------------------ |
| 1900 bis 1956        | nicht teilgenommen |
| 1960 in Rom          | nicht qualifiziert |
| 1964 in Tokio        | Vorrunde           |
| 1968 in Mexiko-Stadt | nicht qualifiziert |
| 1972 in München      | Zwischenrunde      |
| 1976 in Montreal     | nicht qualifiziert |
| 1980 in Moskau       | nicht qualifiziert |
| 1984 in Los Angeles  | Vorrunde           |
| 1988 in Seoul        | nicht qualifiziert |

Nach 1988 nahm die A-Nationalmannschaft nicht mehr an den Olympischen Spielen und den Qualifikationsspielen dazu teil. Die Olympiamannschaft nahm 1992, 2000, 2004 und 2012 teil, schied aber jeweils in der Vorrunde aus.

## Fußball-Weltmeisterschaft
Marokko nahm 1970 als erste afrikanische Mannschaft nach dem Zweiten Weltkrieg an einer Weltmeisterschaft teil und bestritt mit 98 Qualifikationsspielen die meisten aller afrikanischen Mannschaften.
| Jahr | Gastgeberland  | Teilnahme bis …    | Letzte(r) Gegner                    | Ergebnis | Trainer         | Bemerkungen und Besonderheiten |
| ---- | -------------- | ------------------ | ----------------------------------- | -------- | --------------- | --- |
| 1930 | Uruguay        | nicht teilgenommen |                                     |          |                 | Kein unabhängiger Staat |
| 1934 | Italien        | nicht teilgenommen |                                     |          |                 | Kein unabhängiger Staat |
| 1938 | Frankreich     | nicht teilgenommen |                                     |          |                 | Kein unabhängiger Staat |
| 1950 | Brasilien      | nicht teilgenommen |                                     |          |                 | Kein unabhängiger Staat |
| 1954 | Schweiz        | nicht teilgenommen |                                     |          |                 | Kein unabhängiger Staat |
| 1958 | Schweden       | nicht teilgenommen |                                     |          |                 | |
| 1962 | Chile          | nicht qualifiziert |                                     |          |                 | In der Qualifikation in den Play-offs Europa vs. Afrika an Spanien gescheitert. |
| 1966 | England        | zurückgezogen      |                                     |          |                 | Alle 15 afrikanischen Mannschaften zogen sich aus der Qualifikation zurück, da die FIFA den Mannschaften aus Afrika, Asien und Ozeanien nur einen Endrundenplatz zugestand. |
| 1970 | Mexiko         | Vorrunde           | Deutschland, Peru, Bulgarien        | 14.      | Blagoja Vidinić | Als Gruppenletzter ausgeschieden |
| 1974 | Deutschland    | nicht qualifiziert |                                     |          |                 | In der Qualifikation in der 4. Runde an Zaire gescheitert. |
| 1978 | Argentinien    | nicht qualifiziert |                                     |          |                 | In der Qualifikation in der 1. Runde an Tunesien gescheitert. |
| 1982 | Spanien        | nicht qualifiziert |                                     |          |                 | In der Qualifikation in der 4. Runde an Kamerun gescheitert. |
| 1986 | Mexiko         | Achtelfinale       | Deutschland                         | 11.      | José Faria      | |
| 1990 | Italien        | nicht qualifiziert |                                     |          |                 | In der Qualifikation in der 2. Runde erneut an Tunesien gescheitert, das sich aber ebenfalls nicht qualifizieren konnte. |
| 1994 | USA            | Vorrunde           | Belgien, Saudi-Arabien, Niederlande | 23.      | Abdellah Blinda | Ohne Punktgewinn als Gruppenletzter ausgeschieden |
| 1998 | Frankreich     | Vorrunde           | Norwegen, Brasilien, Schottland     | 18.      | Henri Michel    | Nach einem Remis gegen Norwegen, einer Niederlage gegen Brasilien und einem Sieg gegen Schottland als Gruppendritter ausgeschieden. |
| 2002 | Südkorea/Japan | nicht qualifiziert |                                     |          |                 | In der Qualifikation in der 2. Runde am Senegal gescheitert. |
| 2006 | Deutschland    | nicht qualifiziert |                                     |          |                 | In der Qualifikation in der 2. Runde erneut an Tunesien gescheitert. |
| 2010 | Südafrika      | nicht qualifiziert |                                     |          |                 | In der Qualifikation in der 3. Runde erneut an Kamerun gescheitert. |
| 2014 | Brasilien      | nicht qualifiziert |                                     |          |                 | In der Qualifikation konnte sich Marokko gegen die Elfenbeinküste, Gambia und Tansania nicht durchsetzen und hatte bereits nach fünf Spielen keine Chance mehr sich zu qualifizieren |
| 2018 | Russland       | Vorrunde           | Spanien, Portugal, Iran             |          | Hervé Renard    | Nach einem Unentschieden gegen Spanien und Niederlagen gegen Portugal und den Iran als Gruppenletzter ausgeschieden. |
| 2022 | Katar          | Spiel um Platz 3   | Kroatien                            | 4.       | Walid Regragui  | In der Afrika-Qualifikation gegen Guinea, Guinea-Bissau und den Sudan und schließlich die Fußballnationalmannschaft der Demokratischen Republik Kongo durchgesetzt. Gruppen-Erster der Gruppe F, Siege in der Endrunde gegen Spanien und Portugal, Niederlage im Halbfinale gegen Frankreich |

## Fußball-Afrikameisterschaft
| 1957 in Sudan                      | nicht teilgenommen                                   |
| 1959 in Ägypten                    | nicht teilgenommen                                   |
| 1962 in Äthiopien                  | zurückgezogen                                        |
| 1963 in Ghana                      | nicht teilgenommen                                   |
| 1965 in Tunesien                   | nicht teilgenommen                                   |
| 1968 in Äthiopien                  | nicht teilgenommen                                   |
| 1970 in Sudan                      | nicht qualifiziert                                   |
| 1972 in Kamerun                    | Vorrunde                                             |
| 1974 in Ägypten                    | nicht teilgenommen                                   |
| 1976 in Äthiopien                  | Afrikameister                                        |
| 1978 in Ghana                      | Vorrunde                                             |
| 1980 in Nigeria                    | 3. Platz                                             |
| 1982 in Libyen                     | nicht qualifiziert                                   |
| 1984 in der Elfenbeinküste         | nicht qualifiziert                                   |
| 1986 in Ägypten                    | 3. Platz                                             |
| 1988 in Marokko                    | 4. Platz                                             |
| 1990 in Algerien                   | nicht qualifiziert                                   |
| 1992 im Senegal                    | Vorrunde                                             |
| 1994 in Tunesien                   | nicht qualifiziert                                   |
| 1996 in Südafrika                  | nicht qualifiziert                                   |
| 1998 in Burkina Faso               | Viertelfinale                                        |
| 2000 in Ghana/Nigeria              | Vorrunde                                             |
| 2002 in Mali                       | Vorrunde                                             |
| 2004 in Tunesien                   | 2. Platz                                             |
| 2006 in Ägypten                    | Vorrunde                                             |
| 2008 in Ghana                      | Vorrunde                                             |
| 2010 in Angola                     | nicht qualifiziert                                   |
| 2012 in Gabun und Äquatorialguinea | Vorrunde                                             |
| 2013 in Südafrika                  | Vorrunde                                             |
| 2015 in Marokko                    | zunächst als Gastgeber benannt, dann disqualifiziert |
| 2017 in Gabun                      | Viertelfinale                                        |
| 2019 in Ägypten                    | Achtelfinale                                         |
| 2022 in Kamerun                    | Viertelfinale                                        |
| 2024 in der Elfenbeinküste         | Achtelfinale                                         |
| 2025 in Marokko                    | als Gastgeber automatisch qualifiziert               |

## Afrikanische Nationenmeisterschaft
- 2009: nicht qualifiziert
- 2011: nicht qualifiziert
- 2014: Viertelfinale
- 2016: Vorrunde
- 2018: Sieger
- 2020: Sieger (Turnier wurde wegen der COVID-19-Pandemie auf Januar 2021 verschoben)
- 2023: qualifiziert (Teilnahme zurückgezogen)
- 2025: qualifiziert

## Kader
Für den Kader bei der Fußball-Weltmeisterschaft 2022, siehe:

## Ergebnisse gegen deutschsprachige Mannschaften
|     | Datum      | Ort          | Heimmannschaft | Resultat | Gastmannschaft | Anlass          |
| --- | ---------- | ------------ | -------------- | -------- | -------------- | --------------- |
| 1.  | 21.06.1960 | Erfurt       | DDR            | 1:2      | Marokko        |                 |
| 2.  | 11.12.1960 | Casablanca   | Marokko        | 2:3      | DDR            |                 |
| 3.  | 10.12.1961 | Casablanca   | Marokko        | 2:0      | DDR            |                 |
| 4.  | 13.01.1963 | Casablanca   | Marokko        | 1:0      | Schweiz        |                 |
| 5.  | 29.12.1963 | Casablanca   | Marokko        | 1:4      | BRD            |                 |
| 6.  | 22.02.1967 | Karlsruhe    | BRD            | 5:1      | Marokko        |                 |
| 7.  | 03.06.1970 | León ()      | BRD            | 2:1      | Marokko        | WM-Vorrunde     |
| 8.  | 17.06.1986 | Monterrey () | Marokko        | 0:1      | BRD            | WM-Achtelfinale |
| 9.  | 02.03.1988 | Mohammedia   | Marokko        | 2:1      | DDR            |                 |
| 10. | 23.03.1994 | Luxemburg    | Luxemburg      | 1:2      | Marokko        |                 |
| 11. | 07.02.1996 | Rabat        | Marokko        | 2:0      | Luxemburg      |                 |
| 12. | 21.08.2002 | Luxemburg    | Luxemburg      | 0:2      | Marokko        |                 |
| 13. | 18.02.2004 | Rabat        | Marokko        | 2:1      | Schweiz        |                 |

Bisher gab es keine offiziellen Begegnungen gegen Österreich und Liechtenstein.